# اچ‌دی ۱۱۸۸۸۹
اچ‌دی ۱۱۸۸۸۹ یک ستاره است که در صورت فلکی گاوران قرار دارد.